# Pinanga uncinata
Pinanga uncinata är en enhjärtbladig växtart som beskrevs av Karl Ewald Maximilian Burret. Pinanga uncinata ingår i släktet Pinanga och familjen Arecaceae.
Artens utbredningsområde är Sumatera. Inga underarter finns listade i Catalogue of Life.